# Arbetarbladet
Der Arbetarbladet ist eine sozialdemokratische Tageszeitung, die erstmals am 14. März 1902 in der schwedischen Stadt Gävle gedruckt wurde. Im Jahr 2010 betrug die Auflage der Zeitung 22.600 Drucke. Chefredakteur ist seit 2009 Sven Johansson. Zwischen 1908 und 1910 war dies der Sozialdemokrat Fredrik Ström.